# Falki Coiflet
Powstanie falek Coiflet było wynikiem próby wyeliminowania nieliniowego przesunięcia fazowego pomiędzy sygnałami wejściowym i wyjściowym filtru.
Falki te charakteryzują się stosunkowo niewielką asymetrią, co jednak zostało okupione zwiększeniem szerokości nośnika.
Podobnie jak w przypadku falek Daubechies, ze wzrostem rzędu falki wzrasta gładkość funkcji falkowej i skalującej.